# All Time Top 1000 Albums

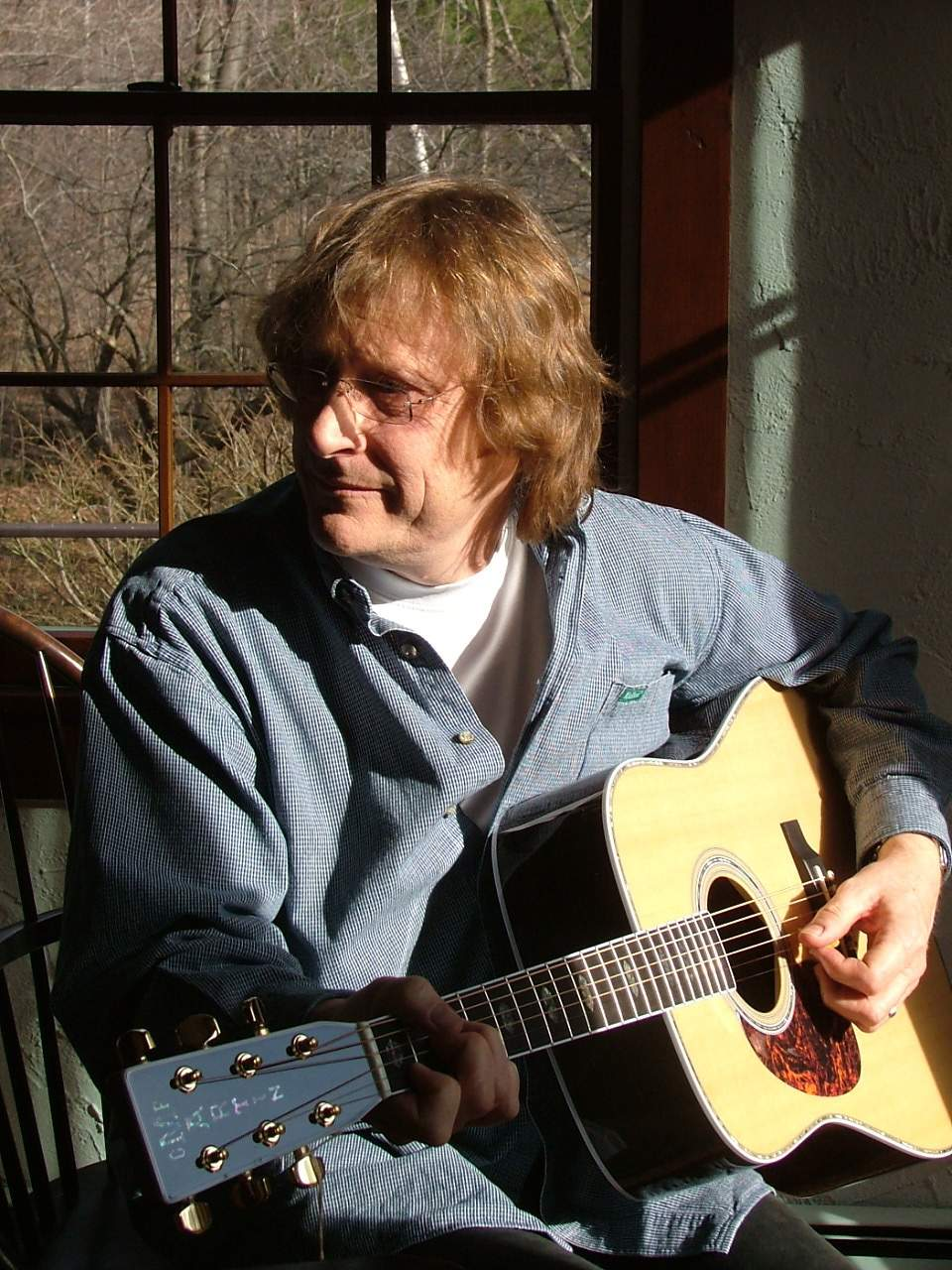
Colin Larkin, editor de All Time Top 1000 Albums.

All Time Top 1000 Albums é um livro de Colin Larkin, criador e editor da Encyclopedia of Popular Music. A publicação recebeu o selo da Guinness Publishing em 1994. A lista apresentada pela obra é o resultado de mais de 200 000 votos de apreciadores de música e é caracterizada por ranqueamento. Cada disco é acompanhado por textos com detalhes de sua criação e criadores.
Sgt. Pepper's Lonely Hearts Club Band, dos Beatles, foi classificado ao topo da primeira edição do livro e Revolver, da mesma banda, alcançou o top 5 em todas as edições lançadas.